# اما ۲۸۳
سیارک ۲۸۳ (به انگلیسی: 283 Emma) دویست و هشتاد و سومین سیارک کشف شده‌است که در ۸ فوریه ۱۸۸۹ و در نیس کشف شد.
قدر مطلق سیارک برابر ۸٫۷۲ است.